# Pantanal
Pantanal er verdens største vådområde, et fladt landskab med let skrånende og bugtende floder. Regionen, som har fået sit navn fra det portugisiske ord "pântano" (som betyder "sump" eller "mose"), ligger i Sydamerika, hovedsageligt i de brasilianske delstater Mato Grosso og Mato Grosso do Sul. Der er også små dele i Bolivia og Paraguay. I alt dækker Pantanal mellem 140.000 og 195.000 kvadratkilometer.
14.000 km² blev i 2000 udpeget til verdensarvsområde, og 251.569 km² blev samme år udpeget som biosfærereservat, begge dele under UNESCO.
Pantanal oversvømmes i en sæson, hvor over 80% af området kommer under vand, og giver dermed næring til en af verdens største samling undervandsplanter. Det menes at være blandt verdens mest tætte flora og fauna økosystemer. Det overskygges ofte af Amazonas regnskov, delvist pga. de ligger tæt på hinanden, men er egentlig en lige så vital del af den neotropiske region.